# Cicloheptanona
La cicloheptanona és un compost orgànic líquid incolor amb olor semblant al de la menta. És una  cetona cíclica, estructural-ment similar al cicloheptà, i consisteix en un anell de cinc carbonis que conté un  grup funcional cetona. La seva fórmula és C5H 8O.

## Propietats
El seu punt de fusió és de -51 °C i el seu punt d'ebullició és de 131 °C, de manera que sota condicions normals la cicloheptanona és un líquid. És lleugerament menys dens (0,95 g/cm³) que l'aigua i en aquesta és molt poc soluble.
El punt d'inflamabilitat de la cicloheptanona és de 26 °C.

## Seguretat
El compost és estable, però inflamable; el  vapor és 2,3 vegades més dens que l'aire, i és explosiu quan es combina amb aquest. La cicloheptanona és nociva si és ingerida, inhalada o absorbida per la pell. També  irrita la pell i el sistema respiratori, i és molt irritant per als ulls.

## Compostos relacionats
- Altres cetones: ciclohexanona, 2-propanona, 3-propanona
- Hidrocarbur relacionat: cicloheptà